# 安卡·托多尼
安卡·托多尼（羅馬尼亞語：Anca Todoni，2004年10月20日—），罗马尼亚女子网球运动员。
2024年2月，托多尼在获得正赛外卡后在特兰西瓦尼亚网球公开赛上首次亮相WTA巡回赛正赛，但在第一轮输给资格赛选手埃丽卡·安德烈耶娃。
2024年4月，排名第217位的她获得了哥伦比亚波哥大网球公开赛单打正赛的资格，并在首轮击败了卢克雷齐娅·斯特凡尼尼获得巡回赛首胜，随后输给了本土选手卡米拉·奥索里奥。6月，她在意大利巴里举行的普利亚网球公开赛决赛上击败了乌德沃尔迪·蓬瑙赢得了她的第一个WTA125冠军。
排名第141位的她获得了2024年温布尔登正赛资格，这是她的大满贯首秀，并在大满贯赛上首次战胜幸运落败者奥尔加·达尼洛维奇。她在第二轮对阵赛会2号种子科科·高夫时告负。在本土举行的2024年雅西网球公开赛上，托多尼首次打入巡回赛八强。11月，托多尼在玻利维亚网球公开赛上赢得了她的第二个WTA125锦标赛冠军，并在决赛中击败了埃米利亚纳·阿朗戈。

## WTA125决赛

### 单打: 2 (冠军)
| 结果 | 胜-负 | 日期       | 巡回赛                   | 场地 | 对手              | 比分          |
| ---- | ----- | ---------- | ------------------------ | ---- | ----------------- | ------------- |
| 胜   | 1–0   | 2024年6月  | 普利亚网球公开赛, 意大利 | 泥地 | 乌德沃尔迪·蓬瑙   | 6–4, 6–0      |
| 胜   | 2–0   | 2024年10月 | 玻利维亚网球公开赛       | 泥地 | 埃米利亚纳·阿朗戈 | 7–6(7–5), 6–0 |